# Sorriso Esporte Clube
El Sorriso Esporte Clube es un equipo de fútbol de Brasil que juega en el Matogrossense B, la segunda categoría del estado de Mato Grosso. En 1993 participó por primera vez en la Copa de Brasil.

## Historia
Fue fundado el 20 de julio de 1985 en el municipio de Sorriso del estado de Mato Grosso por inmigrantes italianos y su nombre significa sonrisa.
El club estuvo con participaciones constantes en el Campeonato Matogrossense, teniendo sus mejores momentos en los años 1990, donde logró ser campeón estatal en dos ocasiones, ambas de manera consecutiva, lo que en 1993 lo llevó a jugar por primera vez en la Copa de Brasil, su primera aparición en un torneo a escala nacional, donde fue eliminado 3-6 por el Gremio de Porto Alegre del estado de Río Grande del Sur.
Un año después regresa a la Copa de Brasil donde en esta ocasión repite su resultado anterior, eliminado en la primera ronda, pero por el EC Vitória del estado de Bahía por marcador de 1-5.
En los siguientes años el club tuvo resultados discretos que lo llevaron al descenso en 2011, donde estuvo dos temporadas hasta que logró el título de la segunda división estatal en 2013, pero el club es descendido del Campeonato Matogrossense por deudas en 2014.

## Rivalidades
Sus principales rivales con el Sinop Futebol Clube con quien juega el Clásico del Norte y con el Luverdense Esporte Clube al que se enfrenta en el llamado Clásico de la Soja.

## Palmarés
- Campeonato Matogrossense: 2

1992, 1993
- Campeonato Matogrossense B: 1

2013

## Jugadores

### Jugadores destacados
- Leonir Elwanger[7][8]